# نوفيلا 2000
نوفيلا 2000 هي مجلة أسبوعية عن المشاهير والنساء ويتم تصديرها في ميلانو بإيطاليا. وقد تأسست في عام 1919، وهي واحدة من أقدم المنشورات في البلاد. كما أنها واحدة من أكثر المجلات قراءة وطلبا من بين مجلات الإشاعات وإثارة الضجة في إيطاليا.

## تاريخ ولمحة
تأسست كمجلة أدبية باسم نوفيلا (الإيطالية: قصة قصيرة) عام 1919.   فبدأت المجلة كمنشور بحجم دفتر الملاحظات، وكان الناشر هو Casa Editrice Italia. اعتبارًا من عام 1926 كانت المجلة تنشر بشكل شهري، وكان رئيس التحرير هو جويدو كانتيني. وفي عام 1927 تم شراء المجلة ونقل ملكيتها من قبل Rizzoli ،   الآن RCS MediaGroup ، والتي لا تزال تمتلك المجلة تحت إدارتها.   ومثلما اعتادت عليه طابع مجلات Rizzoli الأخرى، كان للنوفيلا طابع مميز خاص بها فكان لون المجلة أرجوانيًا لـ \النوفيلا. وأثناء هذه الفترة تضمنت نوفيلا روايات خيالية وقصص قصيرة.  كما نشرت أعمالاً لمفكرين إيطاليين، من بينهم غابرييل دانونزيو ولويجي بيرانديلو. وقد قام فيليبو بيازي بالمساهمة في المجلة بين عامي 1934 و 1935.
أعيد إطلاق المجلة في عام 1967 كمجلة إشاعات.  وقد أظهر هذا التحول الجذري الذي قام به مدير المجلة، Guido Cantini ، نجاحًا تجاريًا.  وبعد ذلك بدأت المجلة في النشر شهريا بعنوان I Romanzi di Novella والذي كان أكثر سلسلة من نوع الرومانسية مبيعًا. 
تم نشر نوفيلا 2000 بواسطة RCS Pubblicià ، قسم المجلات في RCS MediaGroup ، على رتم أسبوعي في ميلانو   وكانت تحتوي على مقالات تتضمن شائعات المشاهير والأحداث الفاضحة. وغالبًا ما يكون المقال مصحوبًا بصور تم التقاطها بواسطة المصورين الصحفيين. المعروفين بالباباراتزي وتعرف الأسبوعية بأنها إحدى المجلات الإيطالية التي نشرت صور السيدة ديانا في لحظاتها الأخيرة من حياتها في سبتمبر 1997. 

### التداول والإنتشار
بلغ رواج المجلة وتداولها 300,000 نسخة في الفترة 1952-1953. وفي عام 1984، تم توزيع 365,256 نسخة من Novella 2000  ومن ديسمبر 2002 إلى نوفمبر 2003 كان متوسط توزيعها 174,095 نسخة. وفي عام 2007 باعت المجلة 146,030 نسخة. 

## روابط خارجية
- الموقع الرسمي